# Loris Campana
Loris Campana (Marcaria, 3 de agosto de 1926–Mantua, 3 de septiembre de 2015) fue un deportista italiano que compitió en ciclismo en la modalidad de pista, especialista en las pruebas de persecución.
Participó en los Juegos Olímpicos de Helsinki 1952, obteniendo una medalla de oro en la prueba de persecución por equipos (junto con Guido Messina, Marino Morettini y Mino De Rossi). Ganó dos medallas en el Campeonato Mundial de Ciclismo en Pista, plata en 1953 y bronce en 1952.

## Medallero internacional
| Juegos Olímpicos   | Juegos Olímpicos     | Juegos Olímpicos  | Juegos Olímpicos           |
| Año                | Lugar                | Medalla           | Competición                |
| ------------------ | -------------------- | ----------------- | -------------------------- |
| 1952               | Helsinki (Finlandia) | Medalla de oro    | Persecución por equipos    |
| Campeonato Mundial |                      |                   |                            |
| Año                | Lugar                | Medalla           | Competición                |
| 1952               | París (Francia)      | Medalla de bronce | Persecución individual (A) |
| 1953               | Zúrich (Suiza)       | Medalla de plata  | Persecución individual (A) |